# 拉迪涅达瓦勒
拉迪涅达瓦勒（法語：La Digne-d'Aval，法語發音：[la diɲ daval] ⓘ）是法国奥德省的一个市镇，属于利穆区。

## 地理
拉迪涅达瓦勒（43°2'46"N, 2°10'48"E）面积3.14 平方千米，位于法国奧克西塔尼大區奥德省，该省份为法国南部沿海省份，北起塔恩省，西北接上加龙省，西接阿列日省，南至东比利牛斯省，东临地中海，东北与埃罗省接壤。
与拉迪涅达瓦勒接壤的市镇（或旧市镇、城区）包括：拉迪涅达蒙、利穆、马格里、马尔拉斯、图雷耶。

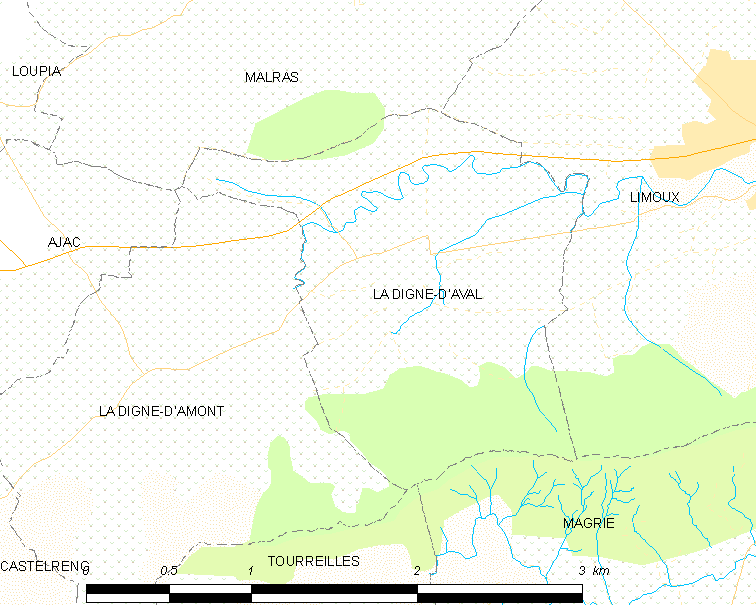
拉迪涅达瓦勒的OSM定位图

拉迪涅达瓦勒的时区为UTC+01:00、UTC+02:00（夏令时）。

## 行政
拉迪涅达瓦勒的邮政编码为11300，INSEE市镇编码为11120。

## 政治
拉迪涅达瓦勒所属的省级选区为利穆地区县。

## 人口

1962-2008年间拉迪涅达瓦勒人口变化图示

拉迪涅达瓦勒于2022年1月1日时的人口数量为526人。